# TE50型柴油机车
TE50型柴油机车（俄语：ТЭ50）是苏联铁路的干线货运柴油机车车型之一，由科洛姆纳内燃机车制造厂设计制造，该型机车仅试制一台并未投入批量生产。

## 发展历史

### 背景
1953年，哈尔科夫运输机械制造厂成功研制了双节重联的TE3型柴油机车，每节机车装用一台2D100型二冲程柴油机，单节机车功率达到2000马力。TE3型机车于1955年开始批量生产，并在苏联各地的铁路干线上迅速普及，成为苏联铁路史上产量最大的干线柴油机车车型之一，对苏联铁路牵引动力内燃化的快速过渡具有重要贡献。实际运用经验证明，TE3型机车是一种性能优良、操作可靠的电传动柴油机车。然而，随着苏联铁路运输的快速发展，货物列车重量不断增长，TE3型柴油机车已经无法完全满足铁路运输的牵引需要，尤其功率等级与同时期的电力机车差距较大，当货物列车由电气化区段运行到非电气化区段时，往往需要进行重新编组，大大减低了铁路的运输效率。与此同时，至1950年代末，当时世界上的干线柴油机车已经出现大幅提高单机功率的发展趋势，主流功率等级逐渐由以往的2000马力提高到3000马力，甚至是4000马力。

### 研制
1957年，科洛姆纳内燃机车制造厂决定试制一种单机功率3000马力的六轴干线货运柴油机车，机车装用一台10D45型二冲程柴油机，该型柴油机是在D40型柴油机的基础上改进而成的16气缸、二冲程、二级涡轮增压带中间冷却的V型中速柴油机，气缸直径为230毫米，活塞行程为300毫米，气缸夹角为45°，额定转速为每分钟750转，装车功率为3000马力，单位燃料消耗量为175～180克/有效马力·小时。
机车传动装置采用直—直流电传动，装用了一台MPT-120/55型直流他励牵引发电机，额定功率为2000千瓦，在机车起动时牵引发电机由蓄电池供电，作为串励直流电动机运转并驱动柴油机起动；发电机励磁电流由独立的直流电源提供，机车设有ВГТ-275/150型辅助发电机及ВТ-275/120型励磁发电机，又合称为“双机组”。TE50型机车并采用了与TE10型柴油机车相同的EDT-340型牵引电动机，额定功率为310千瓦，最高转速为每分钟2230转，并设有二级磁场削弱以扩大机车恒功速度范围，磁场削弱率分别为55%及35%。机车上的辅助电机，包括КТ6型空气压缩机、冷却风扇电动机、牵引电动机通风机等，均采用直流电动机驱动，电源由辅助发电机提供，电压制式为220伏，额定负载为165千瓦。
走行部采用新设计的无导框式三轴转向架，滚柱轴承轴箱采用拉杆式定位结构，轴箱和传动齿轮箱能够和TE3型机车通用互换；转向架采用二系悬挂装置，一系独立悬挂为轴箱两侧螺旋弹簧，二系悬挂为四点式钢板弹簧旁承，一系和二系弹簧静挠度分别为38毫米和64毫米。基础制动装置为双侧踏面制动。TE50型机车轮周牵引功率为2300马力，在持续速度为25公里/小时的持续牵引力为25000公斤，最高运行速度为100公里/小时。

### 试验
1958年底，科洛姆纳工厂完成首台TE50型柴油机车原型车的总组装，并在同年的莫斯科铁路展览会上首次公开展出。1959年2月，科洛姆纳工厂对TE50型柴油机车的柴油发电机组进行了水阻试验，以水电阻作为负载模拟牵引电动机负载；同年11月至12月，TE50型机车在莫斯科铁路局管内科切托夫卡至雷布诺耶区段进行正线运行试验。1959年底，TE50-001号机车与与哈尔科夫运输机械制造厂试制的TE10-003号机车，在全苏铁道运输科学研究院组织下同时在莫斯科谢尔宾卡的环形铁道试验基地进行全面性能试验。试验结果显示，这两种3000马力柴油机车性能接近，虽然TE50型机车在牵引性能方面略优于TE10型机车，但同时也暴露出TE50型机车在维修及维护设计上的一些不足，而后者整备重量较轻且维护上较方便，因此苏联铁道部决定批准TE10型机车投入小批量生产，TE50型柴油机车的生产计划最终被搁置，机车被送返科洛姆纳工厂。此后，科洛姆纳工厂在TE50型机车的基础上，开发研制了TEP60型干线客运柴油机车。

## 参看
- TE3型柴油机车
- TE10型柴油机车
- TEP60型柴油机车